# アッパー・マハノイ郡区 (ペンシルベニア州ノーサンバーランド郡)
アッパー・マハノイ郡区（Upper Mahanoy Township）は、アメリカ合衆国ペンシルベニア州ノーサンバーランド郡にある郡区である。2000年現在の人口は599人。

## 地理
アメリカ国勢調査局によると、アッパー・マハノイ郡区の総面積は60.5km2で、すべて陸地である。

## 人口
2000年の国勢調査によると、アッパー・マハノイ郡区の人口は599人であり、223世帯、171家族が居住している。人口密度は 1平方キロメートルあたり9.9人である。247軒の家があり、1平方キロメートルあたり4.1軒の家が建っている。町の人種構成は、99.67%が白人、0.17%が黒人ないしアフリカ系アメリカ人、0.00%がアメリカ先住民、0.00%がアジア人、0.00%が太平洋諸島系、0.00%がその他の人種であり、0.17%は混血である。人口の0.67%はラテン系である。
全世帯の34.1%には18歳未満の子供が同居しており、67.7%は夫婦で一緒に生活している。5.8%は夫のいない女性が世帯主であり、23.3%は独身である。全世帯の18.8%は一人暮らしであり、11.2%が65歳以上である。平均世帯人数は2.69人、平均家族人数は3.06人である。
アッパー・マハノイ郡区の人口は、26.4%が18歳未満、18歳以上24歳以下が6.0%、25歳以上44歳以下が26.2%、45歳以上64歳以下が24.4%、65歳以上が17.0%である。年齢の中央値は40歳である。女性100人に対して男性107.3人であり、18歳以上の100人の女性に対して男性は104.2人である。
町の1世帯あたりの平均収入は34,250ドルであり、1家族あたりの平均収入は38,500ドルである。男性の平均収入が30,500ドルであるのに対し、女性の平均収入は22,188ドルである。1人あたりの収入は13,387ドルである。人口の9.1%（全家族の5.2%）が極貧層である。18歳以下の住民の15.2%、65歳以上の住民の3.8%は貧しい生活を送っている。